# Cleopatra Kambugu Kentaro
Cleopatra Kambugu Kentaro es una activista ugandesa que lucha por los derechos humanos. Apareció en el documental galardonado en 2016 The Pearl of Africa.

## Biografía
Kentaro creció con 11 hermanos, y le da crédito a su padre por criar a sus hijos con la capacidad de "expresarse sin miedo y con albedrío".
Kentaro obtuvo una licenciatura en Agricultura (patología de cultivos, biotecnología, y genética) en la Facultad de Ciencias Agrícolas y Medioambientales de Kampala de la Universidad de Makerere.
Comenzó a cuestionar su identidad de género durante sus estudios en la universidad, primero investigando concepciones de género no binario en diferentes culturas a través de la biblioteca e Internet. Después, alrededor de los 23 años, comenzó a descubrir la comunidad de LGBT de Uganda.
Antes de alcanzar el estrellato, se vio obligada a huir de su Uganda natal después de que la homosexualidad había sido prohibida allí, encontrando refugio en Kenia. Fue declarada públicamente transgénero en 2013 en la portada del tabloide más grande de Uganda, Red Pepper. Esto ocurrió una semana después de la aprobación de la Ley contra la homosexualidad de Uganda el 20 de diciembre de 2013  en el Parlamento de Uganda.

## The Pearl of Africa
Cleo comenzó a compartir su historia en la popular serie web The Pearl of Africa, la cual fue adaptada un largometraje documental que se estrenó el 30 de abril de 2016 en el Hot Docs Canadian International Documentary Film Festival. En The Pearl of Africa, Kentaro emprende "un viaje íntimo más allá de las restricciones binarias para descubrir su identidad", un proceso que encontró difícil debido a las normas africanas de masculinidad. El director Jonny Von Wallström siguió a Cleopatra Kambugu Kentaro y su amante Nelson durante 18 meses, durante los cuales Kentaro trabajó para mejorar el bienestar de la comunidad de LGBT de Uganda  a pesar de la creciente discriminación.

## Carrera
Kentaro trabaja como administradora de subvenciones para East African Sexual Health and Rights Initiative (UHAI EASHRI), apoyando la sexualidad, salud, y derechos humanos de las minorías. Aboga por una discusión abierta sobre género y sexualidad en África, a pesar de la incomodidad que nota con respeto al sexo.
Kentaro está trabajando para obtener una maestría en Biología Molecular y Biotecnología de la Facultad de Medicina Veterinaria y Bioseguridad de Recursos Animales de la Universidad de Makerere. Trabajó en varios proyectos diferentes con el Centro Nacional de Biotecnología y el Instituto Nacional de Investigación de Recursos de Cultivos Agrícolas, centrándose principalmente en la biología molecular del banano y la mandioca de las tierras altas de África Oriental, con el objetivo de aliviar la pobreza y el hambre.